# Wadowice
Wadowice [vadɔˈvʲiʦɛ] (deutsch Wadowitz, im Mittelalter Frauenstadt) liegt in der Woiwodschaft Kleinpolen in Polen zwischen Krakau (südwestlich, 48 km) und Bielsko zu Füßen der kleinen Beskiden, einer Gebirgskette des Karpatenvorlandes. Die Stadt an der Skawa hat ca. 19.000 Einwohner. Sie ist Sitz der gleichnamigen Stadt-und-Land-Gemeinde mit über 38.000 Einwohnern und Verwaltungszentrum des Powiat Wadowicki. Bedeutung hat Wadowice heute auch als Industriezentrum der Region.

## Geschichte
Um das Jahr 1315 entstand das neue schlesische Herzogtum Auschwitz. Die Gründung des Orts an der Skawa wurde oft dem Herzog Wladislaus († 1321/22) zugeschrieben, und es ist nicht ausgeschlossen, dass der Ort nach ihm als Władowice ursprünglich benannt wurde. Im Jahr 1325 gab es dort eine Kirche, die bis 1335 eine Filialkirche von Mucharz, danach von Woźniki blieb. Wladislaus’ Sohn Johann I. ging 1327 ein Vasallenverhältnis mit dem böhmischen König Johann von Luxemburg ein. Das begleitende Dokument erwähnte die oppidum Wadowicz (ein wichtiger Marktort auf dem traditionellen, herzöglichen bzw. polnischen Recht). Die nächste Erwähnung tauchte erst im Jahr 1400 auf, und zwar in einem deutschsprachigen Dokument des Königs Wenzel IV. aus Prag als die stat genant Frawenstat. Danach wurde es auch Jungferstadt und Frauendorf genannt, was nach Rudolf Temple, einem österreichischen Historiker, Unserer lieben Frau gewidmet sei.
Nach der Verleihung der Stadtrechte im Jahre 1430 zerstörte ein Brand Wadowice. Der Ort erholte sich lange nicht davon und sank zu einem unbedeutenden Städtchen ab. Wadowice besaß zwar weiterhin Stadtrechte, aber der Wiederaufbau wurde schnell durch erneute Brände, Kriege und Seuchen zunichtegemacht.
Ab 1445 gehörte die Stadt zum Herzogtum Zator. Im 16. Jahrhundert entwickelte sich Wadowice zu einem Zentrum des Handels und Handwerks. Die Kirche unterstand im 16. und 17. Jahrhundert dem Zisterzienserkloster in Mogiła. 1726 brach erneut ein Stadtbrand aus, der auch die Kirche vernichtete.

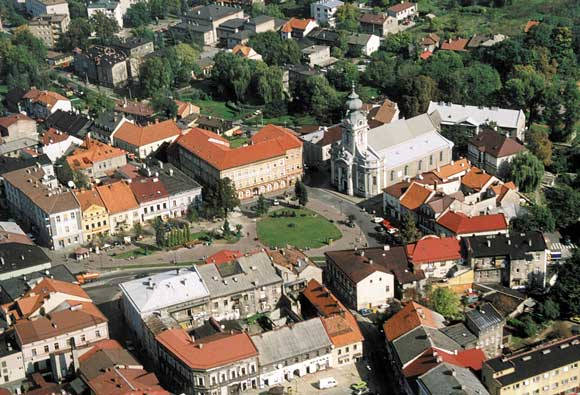
Plac Jana Pawła II in Wadowice

### Nach 1772
Seit der ersten Teilung Polens von 1772 bis 1918 gehörte Wadowice zum Herzogtum Auschwitz-Zator des unter Habsburger Herrschaft stehenden Königreichs Galizien und Lodomerien. 1773 wurde an der Stelle des aufgelösten Kreises Schlesien der Kreis Wieliczka (polnisch cyrkuł wielicki) eingerichtet, der das Kreisdistrikt Myślenice mit Wadowice umfasste. 1775 wurde die Zahl der Kreisdistrikte stark reduziert, und die Stadt befand sich im Kreisdistrikt Zator. Im Jahr 1780 begann der Bau einer Reichsstraße von Wien nach Lemberg durch Wadowice. Die neue Reform der Verwaltung unterstellte dieses Gebiet dem Myslenicer Kreis, dessen Sitz im Jahr 1819 in die Stadt Wadowice verlegt wurde, wahrscheinlich weil es in der Mitte des Kreises und an der Reichsstraße gelegen war. Dies bedeutete einen beispiellosen Aufschwung in der Geschichte der Stadt, die nun Hauptstadt eines der 19 Kreise in Galizien war, der 12 bis 13 Städte und Marktgemeinden, sowie um 340 Dörfer mit um 350.000 Einwohnern (1843) umfasste. Die Zahl der Stadtbewohner stieg von 1260 im Jahr 1780 auf 2269 im Jahr 1820. Im Jahr 1827 folgte die Stationierung einer österreichischen Garnison. Die zum großen Teil umbaute Stadt hatte in den späten 1830er Jahren um 3500 Einwohner.
Im 19. Jahrhundert entstanden in Wadowice bedeutende Industriebetriebe, überwiegend zur Fertigung von Handelsartikeln. Zu diesem Zeitpunkt waren über 20 Prozent der ca. 10.000 Einwohner Juden. Seit 1867 war Wadowice österreichische Bezirksstadt. Von 1918 bis 1939 war es Verwaltungssitz des polnischen Powiats Wadowice in der Woiwodschaft Krakau.
Während der Zeit der deutschen Besatzung zwischen 1939 und 1945 bildete der Fluss Skawa (damals zu Schaue umbenannt) die Grenze zwischen dem Generalgouvernement Polen und dem Deutschen Reich. Wadowice wurde völkerrechtswidrig in den deutschen Landkreis Bielitz eingegliedert. Während dieser Zeit wurden in der Stadt ein Gefangenenlager, ein Straflager und ein Ghetto eingerichtet.
Nach dem Zweiten Weltkrieg wurde Wadowice wieder polnische Kreisstadt, verlor jedoch 1975 diesen Status und bekam ihn erst 1999 mit der Reform der Kreisstruktur in Polen wieder.
Von 1975 bis 1998 gehörte Wadowice zur Woiwodschaft Bielsko-Biała.

## Sehenswürdigkeiten

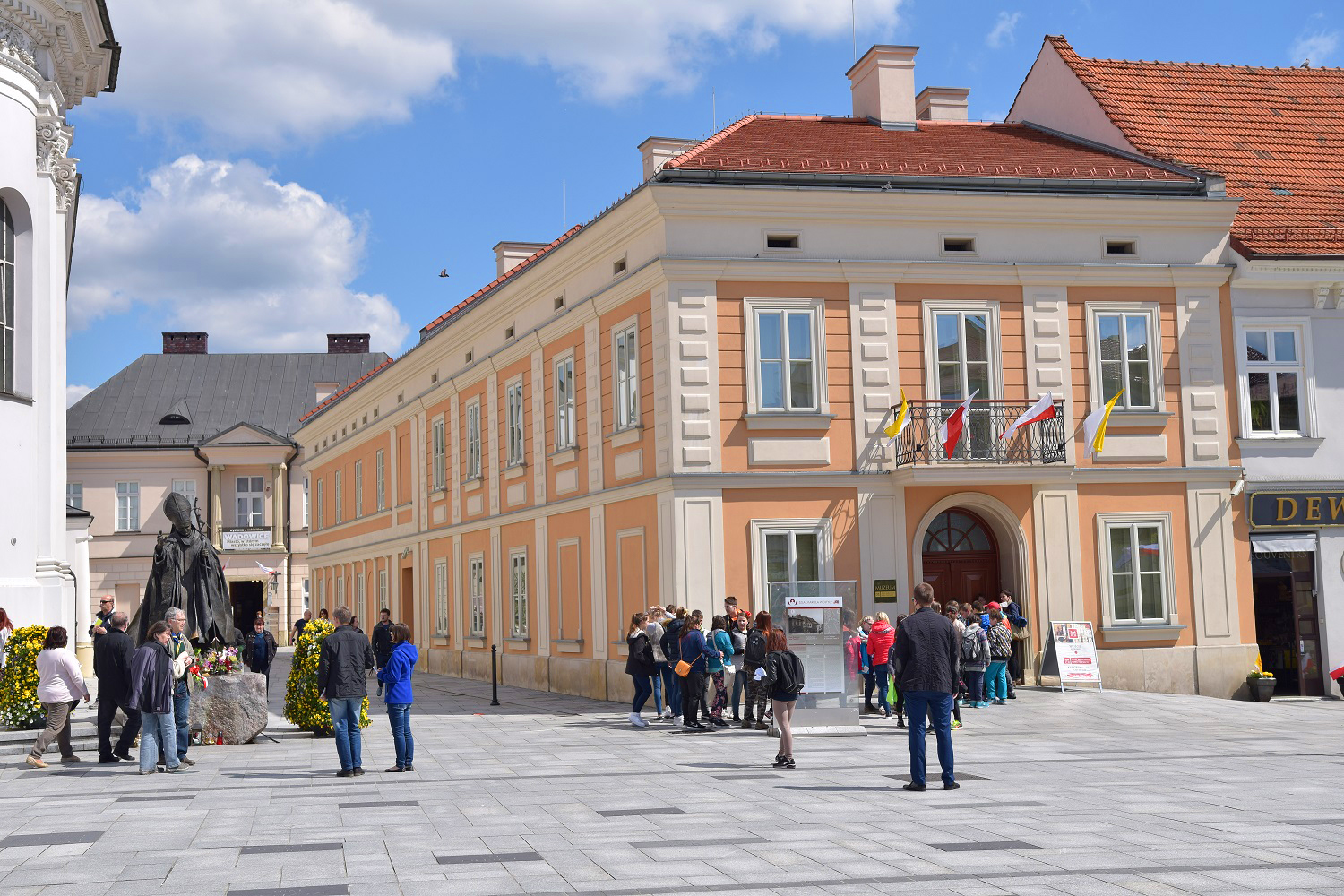
Geburtshaus Johannes Pauls II.

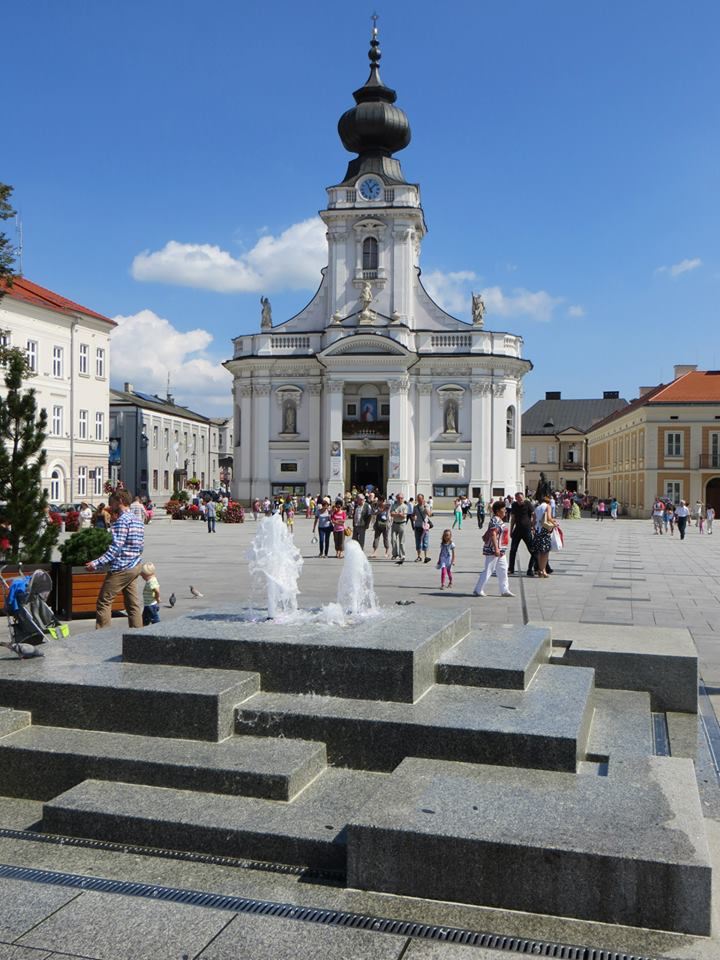
Basilika auf dem Plac Jana Pawła II

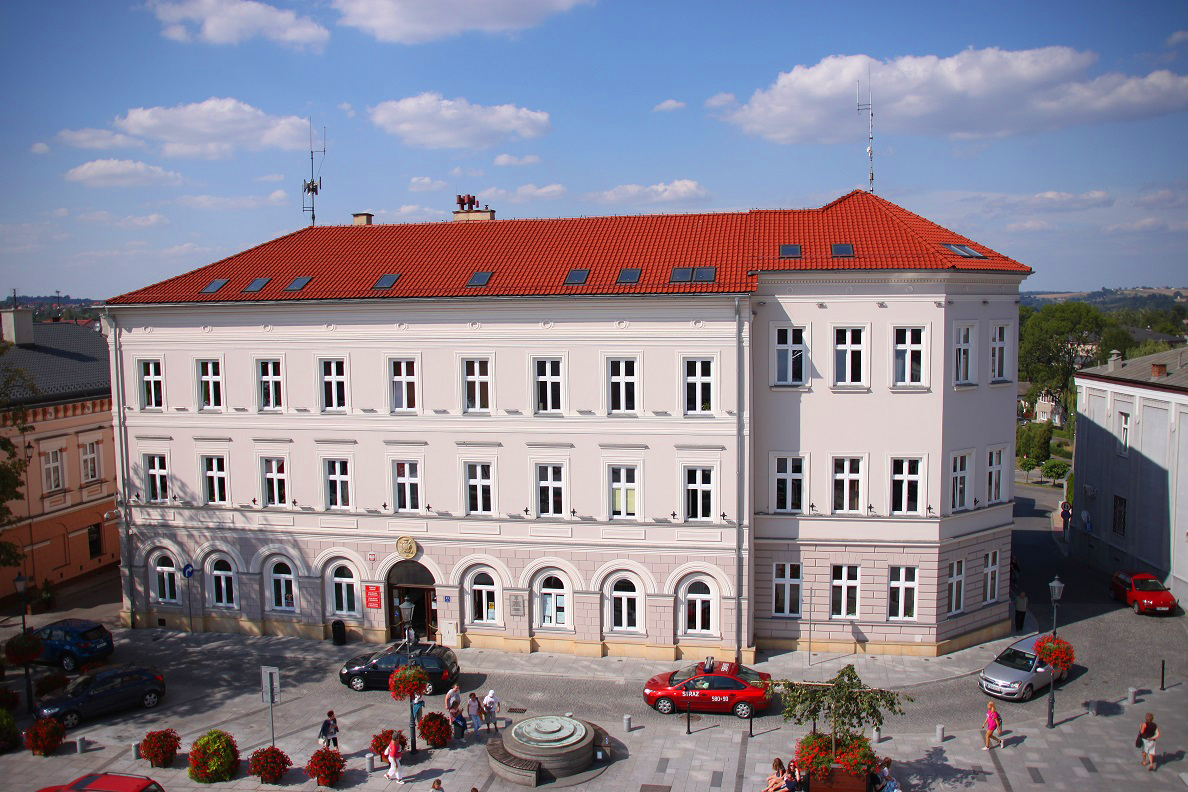
Rathaus von Wadowice

Hauptanziehungspunkt von Wadowice ist seit vielen Jahren das Elternhaus von Karol Józef Wojtyła, der hier am 18. Mai 1920 als drittes Kind von Karol Wojtyła und Emilia Wojtyłowa in einer recht bescheidenen Wohnung der Straße Kościelna Nr. 7 im 1. Stock geboren wurde. Er ist in der Stadt aufgewachsen. Am  16. Oktober 1978 wurde er in Rom zum Papst Johannes Paul II. (polnisch: Jan Paweł II.) gewählt. Das Haus ist jetzt ein Museum, dessen Besucher zu einem bedeutenden Wirtschaftsfaktor für die Stadt geworden sind. Überwiegend Polen veranstalten regelrechte Pilgerfahrten dorthin.
Rings um die Basilika Darstellung Mariens am Plac Jana Pawła II, einer Pfarrkirche, deren Ursprung in das 14. Jahrhundert zurückgeht, erstreckt sich das reizvolle Stadtzentrum. Die ältesten Gebäude stammen aus dem 19. Jahrhundert.
Exponate aus der Stadt und der Region findet man im „Muzeum Miejskie w Wadowicach“, ul. Kościelna 4.

## Städtepartnerschaften
Wadowice hat Städtepartnerschaften geschlossen mit
| - Sona (Venetien) (Italien) - Carpineto Romano in der Region Latium (Italien) - Pietrelcina in Kampanien (Italien) - San Giovanni Rotondo in Apulien (Italien) | - Chicago Heights in Illinois (USA) - Marktl in Bayern (Deutschland) - Kecskemét (Ungarn) - Canale d’Agordo in Venetien (Italien) |

## Söhne und Töchter der Stadt
- Martinus Vadovius (polnisch Marcin Wadowita) (1567–1641), polnischer Theologe, Philosoph und Dekan der Universität Krakau
- Karl Korn (1852–1906), Architekt und Bauunternehmer
- Anna Fischer-Dückelmann (1856–1917), österreichisch-ungarische Ärztin und Autorin
- Irene Pregler-Grundeler (1868–1945), österreichische Malerin
- Emil Lask (1875–1915), deutscher Philosoph
- Berta Lask (1878–1967), deutsche Schriftstellerin
- Ada Sari (1886–1968) als Jadwiga Schayer, polnische Operndiva
- Godwin Brumowski (1889–1936), österreichischer Jagdflieger
- Recha Sternbuch (1905–1971), Schweizer Fluchthelferin
- Johannes Paul II. (1920–2005), geboren als Karol Józef Wojtyła, von 1978 bis 2005 Papst
- Jerzy Kluger (1921–2011), Geschäftsmann und Freund von Papst Johannes Paul II.
- Józef Guzdek (* 1956), römisch-katholischer Geistlicher, Erzbischof von Białystok
- Robert Chrząszcz (* 1969), römisch-katholischer Geistlicher, Weihbischof in Krakau
- Rafał Bujnowski (* 1974), Maler und Grafiker
- Mateusz Gawęda (* 1990), Jazzmusiker
- Marta Lach (* 1997), Radsportlerin

## Gemeinde
Zur Stadt-und-Land-Gemeinde (gmina miejsko-wiejska) Wadowice gehören neben der Stadt eine Zahl von Dörfern mit zusammen mehr als 38.000 Einwohnern.